# Paul Herman (cestista)
Paul T. Herman (5 luglio 1921 – Wheeling, 20 luglio 1972) è stato un cestista statunitense, professionista nella NBL.

## Carriera
Giocò per due stagioni nella NBL, disputando complessivamente 46 partite con 5,8 punti di media.